# 제주자연생태공원
제주자연생태공원(Jeju Ecological Park)은 제주특별자치도 서귀포시 성산읍 수산리 금백조로 446일원에 위치하며, 이곳에는 궁대악(궁대오름) 및 분화구 탐방로등으로 429,000M2면적의 규모이다.

## 자연생태공원
곤충생태체험관,조류관찰장,야외학습장,분화구 및 궁대오름 탐방로 그리고 자연생태공원 교육체험프로그램 운영등으로 개원 및 조성되었으며 입장료는 무료이다.
야생동물에대한 보호와 자연환경의 소중한 가치를 사람과 자연이 함께 하는 생태공간을 통해 체험할 수 있도록하는데 목적을 두고있다.
주변 인근에는 수산리 풍력발전단지, 돌미오름, 후곡악(뒷굽으니오름), 낭끼오름, 수산한못 등이 있다.

## 같이 보기
- 제주곶자왈도립공원